# 高德惠
高德惠（法語：Auguste-Ernest-Désiré-Marie Gaspais；1884年4月22日—1952年10月21日）是天主教法國籍主教及巴黎外方傳教會會士。曾任吉林宗座代牧區宗座代牧及吉林教區主教（1923年-1952年）。

## 生平
高德惠出生于1884年4月22日，法蘭西第三共和國西北部布列塔尼半島莫尔比昂省的市鎮圣布里厄德莫龙。1903年9月18日，他19岁時加入巴黎外方傳教會。1906年12月6日，前往槟榔屿的修院学习。1907年5月25日，高德惠在23岁時領執事職，並在同年7月7日晉鐸後，於同年8月被派遣前往中國吉林传教。第一次世界大战期间应征入伍，战后返回中國繼續传教。
1920年12月16日，高德惠在36岁時獲時任教宗本篤十五世任命任北滿宗座代牧区助理宗座代牧，領銜埃及卡諾普斯教區主教。1921年5月29日，由朝鮮日治時期漢城宗座代牧闵德孝总主教主礼，大邱宗座代牧方濟·德曼格主教、元山宗座代牧辛上元主教襄礼晉牧。1923年2月17日，北滿宗座代牧蓝禄叶主教逝世，由高德惠自動接任成為北滿宗座代牧区宗座代牧。
1931年9月18日日本關東軍發動九一八事變，翌日佔領長春。1932年3月，溥儀在日本關東軍輔助下建立滿洲國，且定都及把長春改名為新京，但仍准許外籍神父繼續在當地傳教及服務。滿洲國成立後多國拒絕承認，而聖座也同樣拒絕與滿洲國建立外交關係。但是，由於滿洲國威脅要將天主教學校國有化，並禁止國內的十個傳教區及神父與中國傳教區聯繫。1934年3月20日，聖座傳信部便委派高德惠主教為天主教滿洲傳教團與聖座駐滿洲政府臨時代表，以東北諸教區長名義維持與普世教會的聯繫。1935年，滿洲國政府強制授予孔子榮譽給高德惠主教。
1939年11月16日，高主教主禮晉牧惠化民为宗座代牧区助理宗座代牧。1946年4月11日，聖座將吉林宗座代牧區升格為吉林教區，屬於满洲教省，高德惠主教繼續出任教區正權主教。
1949年10月1日，中國共產黨在中國大陸地區建立中華人民共和國，並開始針對天主教進行宗教迫害及打壓，教會已經無法正常功能。1951年8月27日，高德惠主教及3名巴黎外方傳教會傳教士被长春市公安局逮捕，且於同年12月21日被驱逐出境。1952年10月21日。高德惠主教在法國普羅旺斯-阿爾卑斯-蔚藍海岸大區瓦爾省的市鎮拉莫特逝世，享年68歲。